# Hermann Paul (Germanist)

Hermann Paul, um 1895/1900

Hermann Otto Theodor Paul (* 7. August 1846 in Salbke; † 29. Dezember 1921 in München) war ein deutscher germanistischer Mediävist, Sprachwissenschaftler und Lexikograph. Paul gehört zur Gruppe der Junggrammatiker.

## Leben
Hermann Paul wurde als Sohn eines Maurermeisters, „Kossethen“ und Materialwarenhändlers im heute zu Magdeburg eingemeindeten Dorf Salbke geboren. Nach dem Besuch der Dorfschule in Salbke wechselte er 1859 an das Pädagogium des Klosters Unser Lieben Frauen nach Magdeburg. Privatunterricht nahm er bei Franz Heyne. Dort legte er 1866 das Abitur ab.
Anfänglich mathematisch interessiert, schrieb er sich zum Wintersemester 1866 an der Universität Berlin in Philologie bei Heymann Steinthal ein. Im Sommersemester 1867 wechselte er nach Leipzig, wo er 1870 bei Friedrich Zarncke mit der Dissertation Über die ursprüngliche Anordnung von Freidanks Bescheidenheit promoviert wurde. Im Oktober 1872 habilitierte er sich anschließend mit der Schrift Zur Kritik und Erklärung von Gottfrieds Tristan. 1874 erhielt er einen Ruf an die Universität Freiburg im Breisgau als außerordentlicher Professor für deutsche Sprache und Literatur. Im März 1877 wurde er zum ordentlichen Professor ernannt. 1888 lehnte er einen Ruf nach Gießen ab. 
1892 wurde er zum auswärtigen Mitglied der Bayerischen Akademie der Wissenschaften berufen, im Jahr darauf wurde er ordentliches Mitglied der Gelehrtengesellschaft. 1907 erhielt er den Bayerischen Maximiliansorden für Wissenschaft und Kunst.
1893 nahm er den Ruf einer ordentlichen Professur für deutsche Philologie an die Universität München als Nachfolger von Matthias Lexer an, wo er 1909 zum Rektor der Universität avancierte. Der Philologisch-Historische Verein München im Naumburger Kartellverband ernannte ihn zum Ehrenmitglied.
1905 heiratete Paul mit 59 Jahren. Seit 1864 litt er an einer Augenerkrankung, die später zur fast völligen Erblindung führte, so dass er ab 1916 von der Verpflichtung entbunden wurde, Vorlesungen zu halten, und bei der weiteren Arbeit auf Helfer angewiesen war.

## Wissenschaftliche Leistung
Als einer der Gründer und Exponenten der „junggrammatischen“ Schule wurde Paul eine der bedeutendsten Forscherpersönlichkeiten in der Geschichte der deutschen Sprachwissenschaft. Ihm als dem Systematiker der junggrammatischen Schule verdanken wir viele wichtige Anstöße und Einsichten insbesondere zur Semantik, Lexikographie und Sprachhistoriographie.
Bereits 1873, ein Jahr nach seiner Habilitation, gab er zusammen mit Wilhelm Braune das erste Heft seiner bis heute unter der Sigel PBB (Paul und Braunes Beiträge) geführten Beiträge zur Geschichte der deutschen Sprache und Literatur heraus,  im damals noch in Halle (Saale) ansässigen Max Niemeyer Verlag. Von Haus aus Mediävist edierte er mittelhochdeutsche Texte, unter anderem Werke Hartmanns von Aue und die Gedichte Walthers von der Vogelweide. 1881 verfasste er die vielbenutzte Mittelhochdeutsche Grammatik und begann mit Herausgabe mittelhochdeutscher Texte in der Altdeutschen Textbibliothek, als deren Begründer er gilt. In den achtziger Jahren des 19. Jahrhunderts wandte sich Paul verstärkt der Gegenwartssprache zu und führte die Sprachgeschichtsschreibung als Lexikograph und Theoretiker des Sprachwandels an die Sprache seiner Zeit heran. Er entwarf eine systematische Bedeutungslehre der deutschen Sprache durch seine beiden Hauptwerke Prinzipien der Sprachgeschichte und die lexikographische Arbeit am Deutschen Wörterbuch und  gestaltete die Entwicklung der Sprachwissenschaft seiner Zeit entscheidend mit. Durch die Koppelung mit der Geschichtswissenschaft machte er die Sprachwissenschaft zu einem nützlichen Instrument der Kulturforschung. Seine Sprachwissenschaft hat eine starke empirische Komponente.
Auch als Hochschullehrer hat Hermann Paul Bedeutendes geleistet. Als Rektor der Münchener Universität setzte er sich dafür ein, den Anteil von Seminaren und Übungen – ähnlich wie in der Medizin und den Naturwissenschaften – auch in den geisteswissenschaftlichen Studiengängen zu erhöhen, um die Selbsttätigkeit der Studierenden zu fördern.
Die Prinzipien der Sprachgeschichte sind Hermann Pauls Hauptwerk. Sie dienten Generationen von Linguisten als kanonisches Buch der Sprachwissenschaft. Sie sind, ebenso wie mehrere andere Bücher Pauls, ein Standardwerk insbesondere der germanistischen Sprachwissenschaft geworden und tragen Handbuchcharakter. Sie erleben immer neue Auflagen und Neubearbeitungen, sind in viele Sprachen übersetzt und hochgeachtet.
Das Deutsche Wörterbuch zielt weder auf Vollständigkeit noch auf wissenschaftliche Distinktion, sondern auf Gebrauchsanforderungen, auch für die Schule. Dabei sammelt es Varianten mundartlich-regionaler sowie spezialsprachlicher Art, um gerade nicht allgemein Bekanntes zur Verfügung zu stellen.

## Veröffentlichungen (Auswahl)
- Über die ursprüngliche Anordnung von Freidanks Bescheidenheit. C. P. Melzer, Leipzig 1870 (Dissertation Universität Leipzig 1870, 66 Seiten).
- Gab es eine mittelhochdeutsche Schriftsprache? Lippert, Halle 1873 (Digitalisat).
- Die Vocale der Flexions- und Ableitungssilben in den ältesten germanischen Dialecten. In: Beiträge zur Geschichte der deutschen Sprache und Literatur. 4, 1877, S. 314–475.
- Zur Geschichte des germanischen Vocalismus. In: Beiträge zur Geschichte der deutschen Sprache und Literatur. 1879, S. 1–15 (Digitalisat).
- Beiträge zur Geschichte der Lautentwicklung und Formenassoziation. 1879–1882.
- Principien der Sprachgeschichte. Niemeyer, Tübingen 1880, digitale Version der 5. Auflage von 1920, aktuell: 10. Auflage, unter dem Titel Prinzipien der Sprachgeschichte, ebenda 1995, ISBN 3-484-22005-8.
- Mittelhochdeutsche Grammatik (= Sammlung kurzer Grammatiken germanischer Dialekte. A, 2). 1881; 15. Auflage, bearbeitet von Ludwig Erich Schmitt; 18. Auflage, bearbeitet von Walther Mitzka; 20. und 21. Auflage besorgt von Hugo Moser und Ingeborg Schröbler (Tübingen 1969 und 1975); 22., durchgesene Auflage, besorgt von Hugo Moser, Ingeborg Schröbler und Siegfried Grosse, ebenda 1982; 23. Auflage, besorgt von Peter Wiehl und Siegfried Glosse, Tübingen 1989; aktuell: 25. Auflage 2007, ISBN 3-484-64035-9.
- Beiträge zur Geschichte der Lautentwicklung und Formenassociation. II: Vokaldehnung und Vokalverkürzung im Neuhochdeutschen. In: Beiträge zur Geschichte der deutschen Sprache und Literatur. 9, 1884, S. 101–134.
- als Hrsg.: Grundriss der germanischen Philologie. Straßburg 1891–1893. (Band 1; Band 2). Später mit weiteren Auflagen und weiteren Bänden, vgl. Wikisource.
- Ueber die Aufgaben der wissenschaftlichen Lexikographie mit besonderer Rücksicht auf das deutsche Wörterbuch. In: Sitzungsberichte der philos.-philol. Klasse der Bayerischen Akademie der Wissenschaften. Heft 1, 1894, S. 53–91.
- Zur Wortbildungslehre. Deutsches Wörterbuch 1896.
- Deutsches Wörterbuch. Niemeyer, Halle, 1897 (Digitalisat); 7. Auflage, bearbeitet von Werner Betz, Tübingen 1976; zuletzt in 10. Auflage 2002, ISBN 3-484-73057-9.
- Über die Umschreibung des Perfektums im Deutschen mit ‚haben‘ und ‚sein‘ (= Abhandlungen der Bayerischen Akademie der Wissenschaften, I. Kl.. Band 22, Abh. 1), 1902 (Digitalisat).
- Die Bedeutung der deutschen Philologie für das Leben der Gegenwart. Rede beim Antritt des Rektorats der Ludwig-Maximilians-Universität, gehalten am 11. Dezember 1909. In: Beilage zur Allgemeinen Zeitung München, Nr. 258 vom 15. November 1909, München.
- Deutsche Grammatik. 5 Bände. Halle a. d. S. 1916–1920; 4.–5. Auflage ebenda 1957/1958.
- Aufgabe und Methode der Geschichtswissenschaften. Berlin/Leipzig 1920.
- Über Sprachunterricht. Halle 1921.